# Kevin Gallacher
Pour les articles homonymes, voir Gallacher.
Kevin Gallacher, né le 23 novembre 1966 à Clydebank en Écosse, est un footballeur international écossais. Il jouait au poste d'attaquant.

## Biographie
Il a débuté très jeune à Dundee United où il a fait une apparition à 20 ans en finale de la Coupe UEFA 1987, perdue contre les Suédois de l'IFK Göteborg. 

Il a ensuite joué à Coventry, Blackburn Rovers, Newcastle United, Preston North End, Sheffield Wednesday, avant de finir sa carrière dans le petit club d'Huddersfield Town.
Gallacher a remporté le championnat d'Angleterre en 1995 avec Backburn, même s'il a pris part à très peu de rencontres cette année-là, en raison d'une fracture de la jambe.
Il a été sélectionné à 53 reprises (9 buts) en équipe d'Écosse. Il a joué les championnats d'Europe 1992 et 1996 ainsi que la coupe du monde 1998. Il fait partie du Tableau d'honneur de l'équipe d'Écosse de football, où figurent les internationaux ayant reçu plus de 50 sélections pour l'Écosse, étant inclus en octobre 2000.